# Ignatjewo (obwód kurski)
Ignatjewo (ros. Игнатьево) – wieś (ros. деревня, trb. dieriewnia) w zachodniej Rosji, w sielsowiecie bierieznikowskim rejonu rylskiego w obwodzie kurskim.

## Geografia
Miejscowość położona jest nad rzeką Suchaja Amońka, 6,5 km od centrum administracyjnego sielsowietu bierieznikowskiego (Bieriezniki), 14 km od centrum administracyjnego rejonu (Rylsk), 97 km od Kurska.
W granicach miejscowości znajduje się 16 posesji.

## Demografia
W 2010 r. miejscowość zamieszkiwało 11 osób.